# Caecilius (insecte)
Pour les articles homonymes, voir Caecilius.
Genre
Synonymes
- Coecilius Lienhard & Smithers, 2002
- Mepachycera Enderlein, 1925

Caecilius est un genre d'insectes psocoptères de la famille des Caeciliusidae, de la sous-famille des Caeciliusinae et de la tribu des Caeciliusini.

## Liste des espèces
Selon GBIF (25 mars 2023) :
- Caecilius acrorbiculatus Li, 2002
- Caecilius albonigrus Thornton, 1984
- Caecilius ampullaceus Li, 2002
- Caecilius anothylacus Li, 2002
- Caecilius apiciglobosus Li, 2002
- Caecilius arcuatus Li, 2002
- Caecilius baeonaevus Li, 2002
- Caecilius bannaicus Li, 2002
- Caecilius bhimtalensis Badonnel, 1981
- Caecilius biahuashanicus Li, 2002
- Caecilius bicarinatus Li, 2002
- Caecilius bicruris Li, 2002
- Caecilius biviminalis Li, 1992
- Caecilius borealis Li, 2002
- Caecilius brunneistigmus Li, 2002
- Caecilius brunneolus Li, 1995
- Caecilius callianthus Li, 2002
- Caecilius calvatus Li, 2002
- Caecilius calycinus Li, 2002
- Caecilius ceratostictus Li, 2002
- Caecilius cerinifullus Li, 2002
- Caecilius changbaishanensis Li, 2002
- Caecilius colossostigmus Li, 2002
- Caecilius confusus Banks, 1937
- Caecilius connveaus Li, 2002
- Caecilius corniculatus Li, 1993
- Caecilius cornospilus Li, 2002
- Caecilius craspedodrmus Li, 2002
- Caecilius cuneatus Li, 2002
- Caecilius cylindostigmus Li, 2002
- Caecilius divulgatus Li, 2002
- Caecilius emeishanensis Li, 2002
- Caecilius enderleini New, 1971
- Caecilius ephippioideus Li, 2002
- Caecilius exilis Li, 2002
- Caecilius exquisitus Li, 2002
- Caecilius extenuatus Li, 2002
- Caecilius ferreus Li, 1993
- Caecilius fibris Li, 2002
- Caecilius flavicosta Banks, 1939
- Caecilius forficatus Li, 2002
- Caecilius furcimaculatus Li, 2002
- Caecilius fuscopterus (Latreille, 1799)
- Caecilius genospilus Li, 2002
- Caecilius guangxiensis Li, 2002
- Caecilius guilinensis Li, 2002
- Caecilius guizhouicus Li, 2002
- Caecilius hapalotrichus Li, 2002
- Caecilius hebetatus Li, 1995
- Caecilius hengshanicus Li, 2002
- Caecilius hornei Cole, New & Thornton, 1989
- Caecilius huazhongicus Li, 2002
- Caecilius hyalinonemus Li, 2002
- Caecilius hyalinulus Li, 2002
- Caecilius hylophilus Li, 2002
- Caecilius hyperozonalis Li, 2002
- Caecilius hypozonalis Li, 2002
- Caecilius immensifascus Li, 2002
- Caecilius immensus Li, 2002
- Caecilius inclinans Li, 2002
- Caecilius indecorus Li, 2002
- Caecilius infurcus Li, 2002
- Caecilius jilinensis Li, 2002
- Caecilius jinganicus Li, 2002
- Caecilius jinggangshanicus Li, 2002
- Caecilius jini Li, 2002
- Caecilius jinxiuensis Li, 2002
- Caecilius jiugongshanicus Li, 2002
- Caecilius lateralis Badonnel, 1955
- Caecilius laterimacularis Li, 2002
- Caecilius latissimus Li, 2002
- Caecilius latreillei Badonnel, 1981
- Caecilius lazikoensis Li, 2002
- Caecilius leptopterus Li, 2002
- Caecilius linearis Li, 2002
- Caecilius liui Li, 2002
- Caecilius liupanshanicus Li, 2002
- Caecilius loculatus Li, 2002
- Caecilius longiansatus Li, 2002
- Caecilius longiantennus Li, 2002
- Caecilius longiglobis Li, 2002
- Caecilius longlingensis Li, 2002
- Caecilius loratus Li, 1992
- Caecilius loteolus Li, 2002
- Caecilius luojiashanicus Li, 2002
- Caecilius madecassus Badonnel, 1976
- Caecilius magnivalvus Li, 2002
- Caecilius malleatus Li, 2002
- Caecilius manubriatus Li, 2002
- Caecilius marcidus Banks, 1937
- Caecilius martensi New, 1983
- Caecilius mecodactylus Li, 2002
- Caecilius mecostigmus Li, 2002
- Caecilius medivittatus Li, 1992
- Caecilius medogensis Li, 2002
- Caecilius meridionalis Li, 2002
- Caecilius mixtus Li, 2002
- Caecilius montanus Badonnel, 1967
- Caecilius mustangensis New, 1983
- Caecilius myriospilus Li, 2002
- Caecilius nanningensis Li, 2002
- Caecilius nanyuensis Li, 2002
- Caecilius niger Li, 2005
- Caecilius nubilus Aaron, 1886
- Caecilius octofarius Li, 2002
- Caecilius oegospilus Li, 2002
- Caecilius optilohyalinus Li, 2002
- Caecilius oxyopterus Li, 2002
- Caecilius parifurcus Li, 2002
- Caecilius parvulus (Banks, 1920)
- Caecilius paurosphaerus Li, 2002
- Caecilius persimilaris (Thornton & Wong, 1966)
- Caecilius pinalis Li, 2002
- Caecilius plagosus Banks, 1937
- Caecilius platostigmus Li, 1993
- Caecilius platytaenus Li, 1992
- Caecilius plautifascus Li, 2002
- Caecilius plautus Li, 2002
- Caecilius plumimaculatus Li, 2002
- Caecilius polymorphis Badonnel, 1969
- Caecilius psaronicircularis Li, 2002
- Caecilius punctulosus Li, 2002
- Caecilius qiannaniensis Li, 2002
- Caecilius qingchengshanicus Li, 2002
- Caecilius qinlingensis Li, 2002
- Caecilius qiongshanensis Li, 2002
- Caecilius quadraticellus Li, 2002
- Caecilius quadriglobis Li, 2002
- Caecilius quaterimaculus Li, 2002
- Caecilius reductus Banks, 1920
- Caecilius replcatus Li, 2002
- Caecilius resupinatus Li, 2002
- Caecilius sagittalis Li, 2002
- Caecilius scalimaculatus Li, 2005
- Caecilius scalpratus Li, 2002
- Caecilius scitulus Li, 2002
- Caecilius seychellensis Enderlein, 1931
- Caecilius seyrigi Badonnel, 1935
- Caecilius shanjinicus Li, 2002
- Caecilius shanxiensis Li, 2002
- Caecilius shennongjiaicus Li, 2002
- Caecilius shouothylacus Li, 2002
- Caecilius sigmoideus Li, 2002
- Caecilius similaris Banks, 1937
- Caecilius sinuatus Li, 2002
- Caecilius solus Li, 2002
- Caecilius sordidus Li, 1997
- Caecilius spadicitaensis Li, 1995
- Caecilius spiciformis Li, 2002
- Caecilius spinosus Badonnel, 1976
- Caecilius sporadicus Li, 2001
- Caecilius stenostigmus Li, 1995
- Caecilius stigmatophorus Li, 2002
- Caecilius stolidus Li, 2002
- Caecilius sylvaticus Badonnel, 1976
- Caecilius terminatus Li, 2002
- Caecilius terrestris Li, 2002
- Caecilius tongshanicus Li, 2002
- Caecilius trinatus Li, 2002
- Caecilius tripunctatus Li, 2002
- Caecilius trullatus Li, 2002
- Caecilius truncatulus Li, 2002
- Caecilius tsaratananensis Badonnel, 1967
- Caecilius uncinellus Li, 2002
- Caecilius unus Li, 2002
- Caecilius wittei Badonnel, 1959
- Caecilius wudangshanicus Li, 2002
- Caecilius wulingshanicus Li, 2002
- Caecilius xanthochilus Li, 2002
- Caecilius ximaicus Li, 2002
- Caecilius yadongicus Li, 2002
- Caecilius yigongensis Li, 2002
- Caecilius yoshizawai Mockford, 2003
- Caecilius zhamogensis Li, 2002
- Caecilius zhangliangi Li, 2002
- Caecilius zhuangshani Li, 2002

Noms en synonymie
- Caecilius elegans Mockford, 1969 = Valenzuela elegans (Mockford, 1969)

## Systématique
Le nom valide complet (avec auteur) de ce taxon est Caecilius Curtis, 1837.
Caecilius a pour synonymes :
- Cecilius Curtis, 1837
- Coecilius Curtis, 1837
- Coecilius Lienhard & Smithers, 2002
- Mepachycera Enderlein, 1925